# Sapucai (chamamé)
Un sapucai, también escrito sapucay (del guaraní sapukái), es un grito largo y agudo, empleado como llamado o signo de júbilo. Es típico de la cultura guaranítica y muy difundido en las provincias de Corrientes, Entre Ríos, Misiones, Chaco y Formosa, de la región litoral de Argentina, y en Paraguay. Es particularmente usado en la cultura del chamamé y por los pescadores de la región.
Etimológicamente, su origen parece provenir del guaraní "sapukái" ("grito", "gritar, clamar"); según informes populares, "grito triunfal del mensú o hachero al derribar un árbol".
El sapucai tiene muchos significados. Para unos, es un grito que se usaba en los eclipses para pedirle a Dios que no acabara con el mundo,para otros, es un grito que describe emociones y que puede ser distinguido por personas  como sucedió en el conflicto de la Guerra de las Malvinas cuando los soldados hacían sus sapucai y sus compañeros lo podían distinguir.